# Battle B-Daman
Battle B-Daman (B-伝説 バトルビーダマン?, Bi-Densetsu! Batoru Bīdaman) è un manga scritto e disegnato da Eiji Inuki, pubblicato da CoroCoro Comic a partire dall'aprile 2002 fino a novembre 2005. Dall'opera è stata tratta una serie televisiva anime omonima prodotta da Nippon Animation e trasmessa su TV Tokyo a partire dal 5 gennaio 2004 per un totale di 52 episodi. La serie è stata in seguito ribattezzata Battle B-Daman a livello internazionale.
In Italia è andata in onda su Cartoon Network dal 9 gennaio 2006 con il titolo B-Daman. Qualche mese dopo, precisamente a maggio, la serie è andata in replica su Italia 1 ed è tornata in onda per l'ultima volta su Boing dal 29 ottobre 2007.

## Trama
Yamato Delgado parte per diventare il migliore combattente di B-Daman del mondo. Nel corso del suo viaggio troverà dei compagni che lo aiuteranno a sventare la minaccia dell'organizzazione Shadow Alliance.

## Personaggi

I protagonisti della serie. In primo piano da sinistra: Bull, Yamato, Tommi il Gatto (in basso), Grey, Terry, B-Damage (in basso), i Meowmigos (in basso) e Liena. In secondo piano da destra: Armada e Mie. Sullo sfondo da sinistra i B-Daman: Chrome Raven, Cobalt Saber e Wing Sword

### Personaggi principali
- Yamato Delgado-B-Daman: Cobalt Blade, Cobalt Saber, Cobalt Saber Fire.
- Terry McScotty-B-Daman: Wing Ninja, Wing Sword.
- Bull Borgnine-B-Daman: Helio Breaker.
- Grey Michael Vincent-B-Daman: Chrome Zephyr, Chrome Raven, Chrome Raven Cyclone, Chrome Harrier.
- Eniju-B-Daman: Proto One, Lightning Kahn, Blazing Kahn.
- Tommi il Gatto:
- Akyulus-B-Daman: Revolver Hades.
- Sid-B-Daman: Shield Giga.

### Altri personaggi
- Joe-B-Daman: Samurai Phoenix, Houhoufudomaru.
- Assado-B-Daman: Accel Leon.
- Liena Gray Vincent-B-Daman: Garnet Wind.
- Fornan-B-Daman: Lady Killer, Vampire Lady, Cat Lady.
- Gunnos-B-Daman: Gun Breaker, Break Ogre.
- Marilyn
- Armada-B-Daman: Customs.
- Mie Delgado
- B-Damage-B-Daman: Custom Bianco.
- Meowmigos
- Castileo-B-Daman: Iron Eater.
- Thugs-B-Daman: I.M. Great.

### Shadow Alliance (Neo)
- Biarce-B-Daman: Mega Diabros.
- Marda Biarce-B-Daman: Mega Diabros
- Marda B.
- Cain McDonnel-B-Daman: Knight Cavalry, Black Knight, Lord Cavalry.
- Li Yong Fa e Wen Yong Fa-B-Daman: Rekuso, King Rekuso (Li); Bakuso, King Bakuso (Wen); Bakurekuso, King Bakurekuso (entrambi).
- Eniju-B-Daman: Proto One, Lightning Kahn, Blazing Kahn.
- Gray Michael Vincent-B-Daman: Chrome Zephyr, Chrome Raven, Chrome Raven Cyclone, Chrome Harrier.
- Joshua-B-Daman: Dragogale.
- Manual-B-Daman: Custom.
- Membri della Shadow Alliance-B-Daman: Customs.
- Fin Junior-B-Daman: Zero Skeleton.
- Ike-B-Daman-Fenito.
- Shegen
- Servi di Pandoro
- Battle Crow-B-Daman: Crow Custom.
- Monkey Don-B-Daman: Monkey Custom.
- News-B-Daman: Custom.
- Salz-B-Daman: Custom.
- Goldo-B-Daman: Custom.
- Bakuri Benkai
- Shooting Galaxy
- Hounds of Chaos
- Cybrin

## Episodi

### Prima stagione
| Nº | Giapponese 「Kanji」 - Rōmaji                                                     | In onda           | In onda          |
| Nº | Giapponese 「Kanji」 - Rōmaji                                                     | Giapponese        | Italiano         |
| 1  | 「コバルトブレード登場！」 - Kobaruto Burēdo tōjō!                                | 5 gennaio 2004    | 9 gennaio 2006   |
| 2  | 「疾風の谷の対決！」 - Hayate no tani no taiketsu!                                | 12 gennaio 2004   | 10 gennaio 2006  |
| 3  | B Colosseo 「その名はシャドウ!!」 - Sononaha Shadō!!                              | 19 gennaio 2004   | 11 gennaio 2006  |
| 4  | 「聖なる山のわな！」 - Seinaru yama no wana!                                      | 26 gennaio 2004   | 12 gennaio 2006  |
| 5  | 「ひきさかれた友情！」 - Hikisaka reta yūjō!                                      | 2 febbraio 2004   | 13 gennaio 2006  |
| 6  | 「伝説をもとめて!!」 - Densetsu o motomete!!                                      | 9 febbraio 2004   | 16 gennaio 2006  |
| 7  | Il colosso di Armada 「10万発の試練」 - 10 man-patsu no shiren                    | 16 febbraio 2004  | 17 gennaio 2006  |
| 8  | 「ウイナーズ・開幕！」 - Uināzu kaimaku!                                          | 23 febbraio 2004  | 18 gennaio 2006  |
| 9  | 「帰ってきたブル！」 - Kaettekita Buru!                                           | 1º marzo 2004     | 19 gennaio 2006  |
| 10 | 「魂こがして！」 - Tamashī ko ga shite!                                           | 8 marzo 2004      | 20 gennaio 2006  |
| 11 | 「砂の国から来た兄弟」 - Suna no kuni kara kita kyōdai                            | 15 marzo 2004     | 23 gennaio 2006  |
| 12 | 「正義は我にあり」 - Seigi waga ni ari                                            | 22 marzo 2004     | 24 gennaio 2006  |
| 13 | 「新キャットカフェへようこそ！」 - Shin kyattokafe e yōkoso!                      | 29 marzo 2004     | 25 gennaio 2006  |
| 14 | 「走れヤマト！男同士の約束！」 - Hashire Yamato! Otoko dōshi no yakusoku!         | 5 aprile 2004     | 26 gennaio 2006  |
| 15 | 「賞金をＧＥＴしろ！」 - Shōkin o GET shiro!                                      | 12 aprile 2004    | 27 gennaio 2006  |
| 16 | A pancia vuota 「ハラペコの第二ステージ」 - Harapeko no dai ni sutēji             | 19 aprile 2004    | 30 gennaio 2006  |
| 17 | Terry contro Sly 「孤独の戦場 シールドステージ」 - Kodoku no senjō shīrudo sutēji | 26 aprile 2004    | 31 gennaio 2006  |
| 18 | 「空っぽの心」 - Karappo no kokoro                                                | 3 maggio 2004     | 1º febbraio 2006 |
| 19 | 「五番目のカイン」 - Go-banme no Kain                                             | 10 maggio 2004    | 2 febbraio 2006  |
| 20 | 「最終決戦！ スーパー五大フィールド」 - Saishū kessen! Sūpā go dai fīrudo         | 17 maggio 2004    | 3 febbraio 2006  |
| 21 | Una scelta difficile 「友情を切り裂く黒い罠」 - Yūjō o kirisaku kuroi wana        | 24 maggio 2004    | 6 febbraio 2006  |
| 22 | 「勝負はフルスピード！」 - Shōbu wa furu supīdo!                                  | 31 maggio 2004    | 7 febbraio 2006  |
| 23 | Dietro la maschera 「氷のようなアイツ」 - Kōri no yōna aitsu                      | 7 giugno 2004     | 8 febbraio 2006  |
| 24 | 「心に届け！ ブーストマグナム!!」 - Kokoro ni todoke! Būsuto Magunamu!!           | 14 giugno 2004    | 9 febbraio 2006  |
| 25 | 「コバルトブレード散る！」 - Kobaruto Burēdo chiru!                               | 21 giugno 2004    | 10 febbraio 2006 |
| 26 | 「コバルトセイバー誕生！」 - Kobaruto Seibā tanjō!                                | 28 giugno 2004    | 13 febbraio 2006 |
| 27 | 「勝ちぬけ！驚異の高層バトル！！」 - Kachinuke! Kyōi no kōsō batoru!!             | 5 luglio 2004     | 14 febbraio 2006 |
| 28 | 「非情なる戦い」 - Hijōnaru tatakai                                               | 12 luglio 2004    | 15 febbraio 2006 |
| 29 | 「宿敵！ブレイジングカイザー登場！」 - Shukuteki! Bureijingu Kaizā tōjō!          | 19 luglio 2004    | 16 febbraio 2006 |
| 30 | 「呪われた炎」 - Norowareta-en                                                    | 26 luglio 2004    | 17 febbraio 2006 |
| 31 | 「最後の勝利者たち！」 - Saigo no shōri-sha-tachi!                                | 2 agosto 2004     | 20 febbraio 2006 |
| 32 | 「帰ってきたで！カウトゥーン！」 - Kaettekita de! Kautoūn!                        | 9 agosto 2004     | 21 febbraio 2006 |
| 33 | 「さらばヘリオブレイカー」 - Saraba Herio Bureikā                                 | 16 agosto 2004    | 22 febbraio 2006 |
| 34 | 「カウトゥーンの決闘」 - Kautoūn no kettō                                         | 23 agosto 2004    | 23 febbraio 2006 |
| 35 | 「激闘！ クロムレヴァン！」 - Gekitō! Kuromu Revuan!                              | 30 agosto 2004    | 24 febbraio 2006 |
| 36 | 「新たなる旅立ち」 - Aratanaru tabidachi                                          | 6 settembre 2004  | 27 febbraio 2006 |
| 37 | 「栄光のビーダー学園」 - Eikō no bīdā gakuen                                      | 13 settembre 2004 | 28 febbraio 2006 |
| 38 | 「究極のお料理バトル！」 - Kyūkyoku no o ryōri batoru!                            | 20 settembre 2004 | 1º marzo 2006    |
| 39 | La sfida di Sly 「恐怖のビーダー特訓所！」 - Kyōfu no Bīdā tokkun-sho!            | 27 settembre 2004 | 2 marzo 2006     |
| 40 | 「対決！海賊ビーダー」 - Taiketsu! Kaizoku Bīdā                                   | 4 ottobre 2004    | 3 marzo 2006     |
| 41 | Lo spirito del tempio 「神の島の試練」 - Kōnoshima no shiren                      | 11 ottobre 2004   | 6 marzo 2006     |
| 42 | Il tesoro delle cascate 「炎呪再び」 - Enju futatabi                              | 18 ottobre 2004   | 7 marzo 2006     |
| 43 | Con amici come questi 「さらば兄弟」 - Saraba kyōdai                              | 25 ottobre 2004   | 8 marzo 2006     |
| 44 | 「ネオシャドウ総攻撃！」 - Neo Shadō sō kōgeki!                                   | 1º novembre 2004  | 9 marzo 2006     |
| 45 | B da esaurimento 「バトラーの心」 - Batorā no kokoro                              | 8 novembre 2004   | 10 marzo 2006    |
| 46 | Il colpo segreto 「託された友情！」 - Takusa reta yūjō!                           | 15 novembre 2004  | 13 marzo 2006    |
| 47 | Le luci di Neon City 「マーダビィの秘密！」 - Mādabyi no himitsu!                 | 22 novembre 2004  | 14 marzo 2006    |
| 48 | 「大決戦!! ネオンシティ!!」 - Daisakusen!! Neon Shiti!!                           | 29 novembre 2004  | 15 marzo 2006    |
| 49 | 「絆ゆえの戦い」 - Kizuna yue no tatakai                                          | 6 dicembre 2004   | 16 marzo 2006    |
| 50 | 「命尽きるまで...」 - Inochi tsukiru made...                                      | 13 dicembre 2004  | 17 marzo 2006    |
| 51 | 「勇気ある決断」 - Yūki aru ketsudan                                              | 20 dicembre 2004  | 20 marzo 2006    |
| 52 | 「新たなるB-伝説(レジェンド）」 - Aratanaru B - densetsu (Rejendo)                | 27 dicembre 2004  | 21 marzo 2006    |

### Seconda stagione
| Nº | Giapponese 「Kanji」 - Rōmaji                             | In onda           | In onda           |
| Nº | Giapponese 「Kanji」 - Rōmaji                             | Giapponese        | Italiano          |
| 1  | 「星に願いを」 - Hoshi ni negai wo                        | 10 gennaio 2005   | 11 settembre 2006 |
| 2  | 「激突!」 - Gekitotsu!                                    | 17 gennaio 2005   | 12 settembre 2006 |
| 3  | 「大いなる勇者」 - Ōinaru yūsha                           | 24 gennaio 2005   | 13 settembre 2006 |
| 4  | 「ゴールドラッシュ」 - Gōrudo rasshu                      | 31 gennaio 2005   | 14 settembre 2006 |
| 5  | 「未知との遭遇」 - Michitonosōgū                          | 7 febbraio 2005   | 15 settembre 2006 |
| 6  | 「バトルランナー」 - Batoru rannā                         | 14 febbraio 2005  | 18 settembre 2006 |
| 7  | 「荒野の用心棒」 - Kōya no yōjinbō                        | 21 febbraio 2005  | 19 settembre 2006 |
| 8  | 「突然炎のごとく」 - Totsuzen honō no gotoku              | 28 febbraio 2005  | 20 settembre 2006 |
| 9  | 「許されざる者」 - Yurusarezaru mono                      | 7 marzo 2005      | 21 settembre 2006 |
| 10 | 「再開の街」 - Saikai no machi                            | 14 marzo 2005     | 22 settembre 2006 |
| 11 | 「さらば友よ」 - Saraba tomoyo                            | 21 marzo 2005     | 25 settembre 2006 |
| 12 | 「三つ数えろ」 - Mittsukazoero                            | 28 marzo 2005     | 26 settembre 2006 |
| 13 | 「ホワイトアウト」 - Howaito auto                         | 4 aprile 2005     | 27 settembre 2006 |
| 14 | 「男たちの挽歌」 - Otokotachi no banka                    | 11 aprile 2005    | 28 settembre 2006 |
| 15 | 「ファイナル·カウントダウン」 - Fainaru kaunto daun       | 18 aprile 2005    | 29 settembre 2006 |
| 16 | 「ドラゴンへの道」 - Doragon e no michi                   | 25 aprile 2005    | 2 ottobre 2006    |
| 17 | 「青春カーニバル」 - Seishun kānibaru                     | 2 maggio 2005     | 3 ottobre 2006    |
| 18 | 「勝利者たち」 - Shōri-sha-tachi                          | 9 maggio 2005     | 4 ottobre 2006    |
| 19 | 「ハードターゲット」 - Hādotā getto                       | 16 maggio 2005    | 5 ottobre 2006    |
| 20 | 「ホットショット」 - Hotto shotto                         | 23 maggio 2005    | 6 ottobre 2006    |
| 21 | 「スワロウテイル」 - Suwarō teiru                         | 30 maggio 2005    | 9 ottobre 2006    |
| 22 | 「ラビリンス」 - Rabirinsu                                | 6 giugno 2005     | 10 ottobre 2006   |
| 23 | 「英雄の条件」 - Eiyū no jōken                            | 13 giugno 2005    | 11 ottobre 2006   |
| 24 | 「怒りの荒野」 - Ikari no arano                           | 20 giugno 2005    | 12 ottobre 2006   |
| 25 | 「対決」 - Taiketsu                                       | 27 giugno 2005    | 13 ottobre 2006   |
| 26 | 「傷だらけの栄光」 - Kizudarake no eikō                   | 4 luglio 2005     | 16 ottobre 2006   |
| 27 | 「真昼の決闘」 - Mahiruno kettō                           | 11 luglio 2005    | 17 ottobre 2006   |
| 28 | 「大逆転」 - Dai gyakuten                                 | 18 luglio 2005    | 18 ottobre 2006   |
| 29 | 「逃亡者」 - Tōbō sha                                     | 25 luglio 2005    | 19 ottobre 2006   |
| 30 | 「友情の翼」 - Yūjō no tsubasa                            | 1º agosto 2005    | 20 ottobre 2006   |
| 31 | 「スパイダー」 - Supaidā                                  | 8 agosto 2005     | 23 ottobre 2006   |
| 32 | 「エンド・オブ・ザ・ワールド」 - Endo obu za wārudo       | 15 agosto 2005    | 24 ottobre 2006   |
| 33 | 「閉ざされた森」 - Tozasareta mori                        | 22 agosto 2005    | 25 ottobre 2006   |
| 34 | 「おかしなおかしな石器人」 - Okashina okashina sekki hito | 29 agosto 2005    | 26 ottobre 2006   |
| 35 | 「ツインズ」 - Tsuinzu                                    | 5 settembre 2005  | 27 ottobre 2006   |
| 36 | 「裏切りのメロディ」 - Uragiri no merodi                  | 12 settembre 2005 | 30 ottobre 2006   |
| 37 | 「奇跡の海」 - Kiseki no umi                              | 19 settembre 2005 | 31 ottobre 2006   |
| 38 | 「ドラゴン危機一髪！」 - Doragon kikiippatsu!             | 26 settembre 2005 | 1º novembre 2006  |
| 39 | 「だよfれゔぃゔぁ」 - Dayo revuivua                       | 3 ottobre 2005    | 2 novembre 2006   |
| 40 | 「俺たちに明日はない」 - Oretachi ni asu hanai            | 10 ottobre 2005   | 3 novembre 2006   |
| 41 | 「ハウリング」 - Hauringu                                 | 17 ottobre 2005   | 6 novembre 2006   |
| 42 | 「世界崩壊の序曲」 - Sekai hōkai no jokyoku               | 24 ottobre 2005   | 7 novembre 2006   |
| 43 | 「インデペンデンス・デイ」 - Independensu dei             | 31 ottobre 2005   | 8 novembre 2006   |
| 44 | 「俺たちは天使じゃない」 - Oretachi ha tenshi janai       | 7 novembre 2005   | 9 novembre 2006   |
| 45 | 「翼をください」 - Tsubasa wo kudasai                     | 14 novembre 2005  | 10 novembre 2006  |
| 46 | 「蘇る金狼」 - Yomigaeru kinrō                            | 21 novembre 2005  | 13 novembre 2006  |
| 47 | 「ブレインストーム」 - Bureinsutōmu                       | 28 novembre 2005  | 14 novembre 2006  |
| 48 | 「風と共に去りぬ」 - Kaze to tomoni sarinu                | 5 dicembre 2005   | 15 novembre 2006  |
| 49 | 「明日があるさ」 - Ashita gārusa                          | 12 dicembre 2005  | 16 novembre 2006  |
| 50 | 「天国と地獄」 - Tengoku to jigoku                        | 19 dicembre 2005  | 17 novembre 2006  |
| 51 | 「明日に向かって撃て!」 - Asu ni mukatte te!              | 26 dicembre 2005  | 20 novembre 2006  |

## Doppiaggio
| Personaggio                        | Doppiatore originale | Doppiatore italiano |
| ---------------------------------- | -------------------- | ------------------- |
| Yamato Delgado (Yamato Daiwa)      | Reiko Takagi         | Daniele Raffaeli    |
| Terry McScotty (Tsubame Tsubakura) | Tomoko Kaneda        | Tatiana Dessi       |
| Bull Borgnine                      | Kurumi Mamiya        | Paolo Vivio         |
| Gray Michael Vincent               | Yūki Tai             | Patrizio Cigliano   |
| Armada                             | Tadashi Miyazawa     | Bruno Alessandro    |
| Mie Delgado (Mie Daiwa)            | Naoko Takano         | Antonella Baldini   |
| B-Damage                           |                      | Serena Spaziani     |
| Enjyu                              | Daisuke Kishio       | Luca Ferrante       |
| Marda-B                            | Mugihito             | Giorgio Favretto    |
| Vinnie B                           |                      | Christian Iansante  |
| Liena Vincent                      | Takako Uemura        | Valeria Vidali      |
| Wen Yong-Fa                        | Tomo Shigematsu      | Corrado Conforti    |
| Li Yong-Fa                         | Miyako Itou          | Alessandro Vanni    |
| Ababa                              | Kazuko Shibukawa     | Elio Zamuto         |
| Joshua                             | Akira Sasanuma       | Carlo Scipioni      |
| Nouz                               |                      | Mario Bombardieri   |
| Sauz                               |                      | Giuliano Bonetto    |
| Assado                             | Rika Komatsu         | Federico Di Pofi    |
| Marilyn                            | Miyuki Kuwajima      | Emanuela D'Amico    |
| Kain Magudaneru                    | Hiro Yūki            | Marco Vivio         |
| Sly                                | Junichi Endo         | Emiliano Coltorti   |
| Sigma                              | Tomo Saeki           | Gianluca Crisafi    |
| Meowmigo A                         |                      | Gilberta Crispino   |
| Meowmigo B                         |                      | Micaela Incitti     |
| Meowmigo C                         |                      | Paola Valentini     |
| Joe                                | Susumu Chiba         | George Castiglia    |
| Biarce                             | Taiki Matsuno        | Simone Veltroni     |
| Goldo                              |                      | Fabrizio Temperini  |
| Berkhart                           |                      | Marco Baroni        |